# First National Bank Building (Boston)
Das Gebäude First National Bank Building ist ein Wolkenkratzer im Financial District von Boston im Bundesstaat Massachusetts der Vereinigten Staaten. Er wurde 1971 fertiggestellt und war seinerzeit mit 591 ft (180,14 m) Höhe und 37 Stockwerken das sechsthöchste Gebäude der Stadt. Zunächst beheimatete er den weltweiten Sitz der Bank of Boston und später das Hauptquartier von FleetBoston Financial. Heute beherbergt das Gebäude Büros der Bank of America.

## Design
Das Design des Gebäudes ist ungewöhnlich, da es im unteren Teil über eine sich über mehrere Etagen erstreckende Ausbuchtung verfügt. Der Architekt des Gebäudes sah diese vor, um den Fußgängern eine bessere Sicht zu ermöglichen und zugleich die zur Verfügung stehende Bürofläche zu vergrößern. Der Turm wird teilweise dem Baustil der Streamline-Moderne, teilweise dem Brutalismus zugeordnet.